# Федотково (Смоленская область)
Федотково— деревня в Смоленской области России, в Тёмкинском районе. Население — 134 жителя (2007 год). Расположена в восточной части области в 16 км к юго-западу от Тёмкина на правом берегу реки Угры. 
Входит в состав Медведевского сельского поселения.

## Экономика
Филиал муниципального бюджетного общеобразовательного учреждения Власовская муниципальная основная общеобразовательная школа.

## Достопримечательности
Комплекс памятников археологии:
- Стоянка эпохи неолита в 700 м к северу на правом берегу реки Угра.
- Городище «Попов городок» в 1 км южнее деревни. В середине 1-го тысячелетия до н.э. было заселено племенами днепро-двинской культуры, в начале нашей эры использовалось племенами позднедьяковской культуры, а впоследствии мощинскими племенами. В XII – XIV веках использовалось древнерусским населением. Часть находок из городища хранится в Вяземском музее.
- Древнерусское селище севернее «Попова городка».
- Городище «Будаев городок» в 3 км от деревни на правом берегу реки Щитовка. В конце 1-го тысячелетия до н.э. было заселено племенами днепро-двинской культуры.
- Древнерусское селище на окраине деревни.
- 32 шаровидных кургана на территории деревни. Часть разрушена.
- Курган высотой 1,9 м в 500 м юго-восточнее деревни.
- 2 кургана высотой до 2 в 0,5 км к северо-востоку от деревни.